# Simplicia inareolalis
Simplicia inareolalis  là một loài bướm đêm trong họ Noctuidae.